# Zgadnij, kim jestem?
Zgadnij, kim jestem? (tytuł oryg. Wo shi shei) – hongkoński komediowy film przygodowy z 1998 roku.

## Fabuła

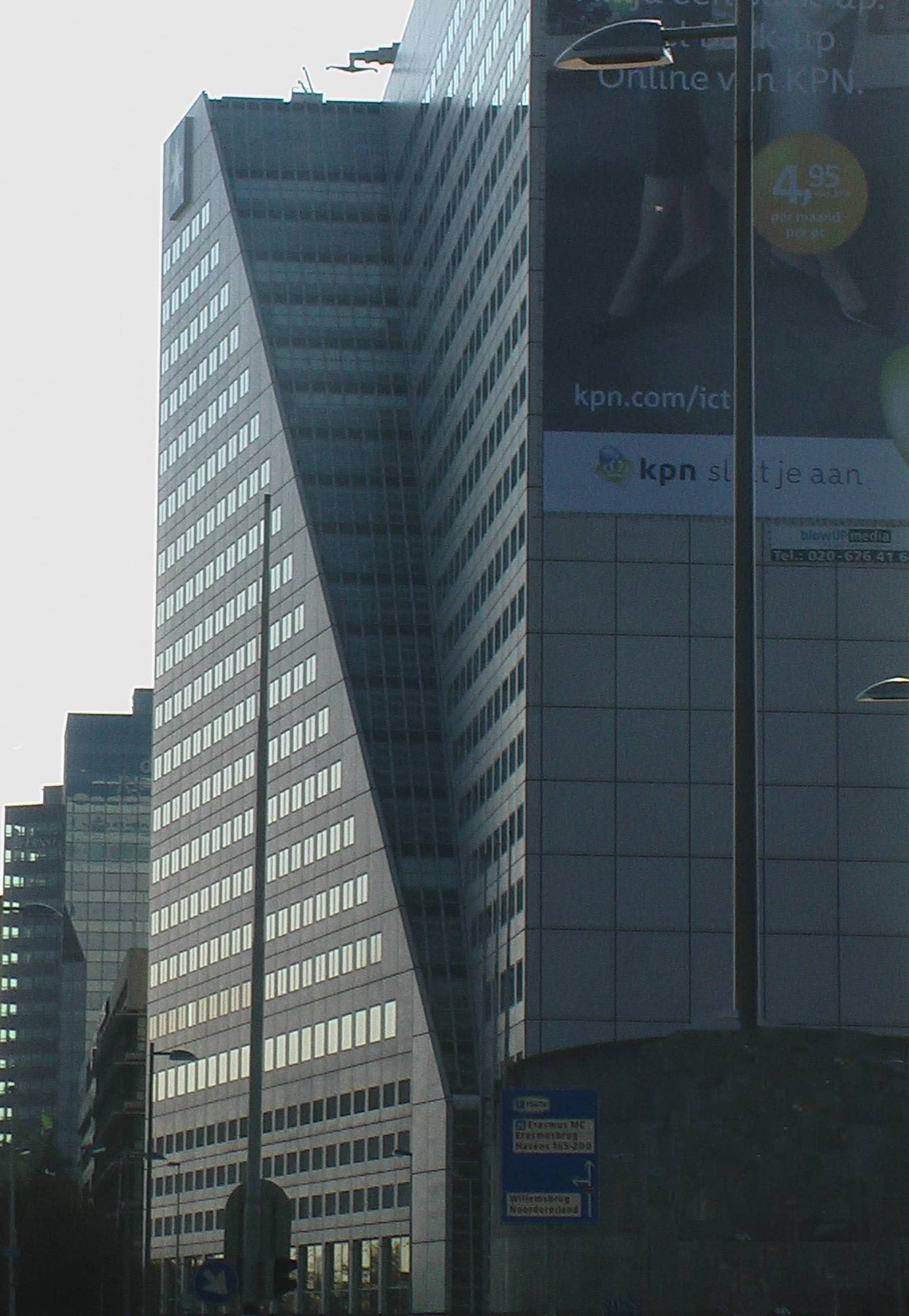
Willemswerf w Rotterdamie w Holandii, jedno z miejsc akcji filmu

Tajny agent traci pamięć po tym, jak wyskakuje z lecącego helikoptera. Wkrótce okazuje się, że ściga go wielu innych agentów. Nie ma on jednak pojęcia dlaczego.

## Obsada
Źródło: Filmweb

- Jackie Chan – jako "Who Am I?"
- Michelle Ferre(inne języki) – Christine
- Mirai Yamamoto – Yuki
- Ron Smerczak – Morgan
- Ed Nelson – generał Scherman
- Tom Pompert – szef CIA
- Glory Simon – sekretarz CIA
- Fred van Ditmarsch – siły powietrzne
- Fritz Krommenhoek – marynarka
- Dick Rienstra – armia

## Odbiór
Film zarobił 38 852 845 dolarów hongkońskich w Hongkongu oraz 3 470 000 dolarów singapurskich w Singapurze.
W 1999 roku podczas 18. edycji Hong Kong Film Award Jackie Chan zdobył nagrodę Hong Kong Film Award w kategorii Best Action Choreography oraz był nominowany w kategorii Best Actor. Barbie Tung była nominowana w kategorii Best Picture. Peter Cheung i Chi Wai Yau byli nominowani w kategorii Best Film Editing. Golden Harvest Pictures było nominowane w kategorii Best Sound Design.